# Borat Sagdiyev

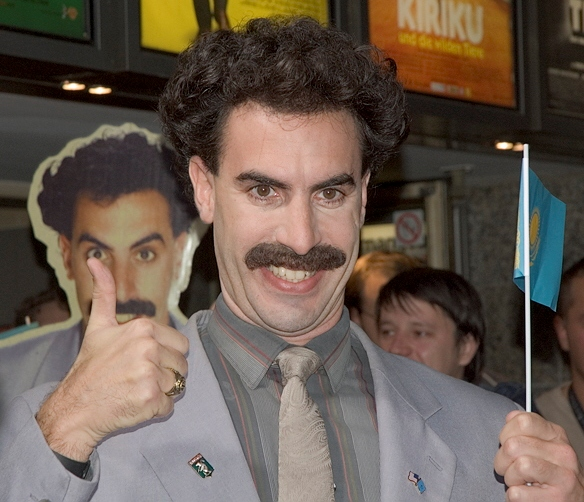
Sacha Baron Cohen als Borat

Borat Sagdiyev (Борат Сагдиев, Borat Sagdiev (ru) , Borat Saǵdıev (kk) , 'geboren' 27 februari 1972) is een fictieve Kazachse journalist, die wordt neergezet door de Britse komiek Sacha Baron Cohen, ook bekend van het fictieve personage Ali G. In de televisieserie Da Ali G Show ging Borat op stap om mensen te interviewen. Het publiek dacht dat hij echt een Kazachse journalist was. In de succesvolle film Borat: Cultural Learnings of America for Make Benefit Glorious Nation of Kazakhstan is Borat het hoofdpersonage.
Het typetje Borat bestond al langer. In de jaren 90 speelde Cohen een Moldavische tv-verslaggever (voor de BBC en LWT/Granada), en later een Albanese verslaggever genaamd Kristo (voor het komedietelevisiekanaal van Paramount). In 1994 speelde hij voor het eerst de huidige Borat voor het Britse Channel 4.

## Borat
Borat is een Kazachse televisiejournalist, geboren op 30 juli 1972 in Kuzçek (Kazachse Socialistische Sovjetrepubliek). Zijn ouders zijn Asimbala Sagdiyev en Boltok the Rapist ("Boltok de Verkrachter"). Borat had altijd al een slechte relatie met zijn moeder. In Da Ali G Show zegt Borat dat zijn moeder niet van hem hield. Borat zei ooit: Ze had gewenst dat ze was verkracht door een andere man.
Borat heeft een zus, genaamd Natalya. Zij wordt gezien als de op drie na beste prostituee van Kazachstan (en de beste pijper van het land). In Da Ali G Show heeft Borat foto's van zijn zus laten zien. Tussen deze foto's zaten ook een aantal foto's waarop te zien was dat hij en Natalya seks hadden. Incest is dus blijkbaar heel gewoon in zijn familie.
Borat heeft ook een jongere broer genaamd Bilo. Hij is geestelijk gestoord en wordt vastgehouden achter een metalen deur of in een kooi. Bilo heeft daarnaast een zak gevuld met pornografisch materiaal. In een interview zei Borat: Mijn broer Bilo heeft een klein hoofd maar zeer sterke armen. Hij heeft 204 tanden, 193 in de mond en 11 in de neus! Je kan alles doen met hem wat je wilt, hij herinnert zich niets. Hij is een seksverslaafde, hij kijkt dagenlang porno en doet rub rub rub!
Borat is meerdere keren getrouwd. Zijn eerste vrouw was Oksana Sagdiyev, zijn halfzus. Zij kwam om nadat ze verkracht en verwond was door een beer. Borat was erg blij en vierde feest, omdat hij nu een nieuwe vrouw kon kopen die "niet saai is". Hij heeft drie kinderen, de 12-jarige Bilak, de 12-jarige Biram (van zijn zus Natalya) en de 13-jarige Hooeylewis (zijn favoriet). Daarnaast heeft hij 17 kleinkinderen.
Borat bracht Hooeylewis samen met zijn kind en vrouw ooit een keer naar Engeland om ervoor te zorgen dat ze daar hun kind konden verkopen aan de "travestietzangeres Madonna".
Borat heeft veel bewondering voor Jozef Stalin. Hij noemt hem een sterke en krachtige man. Borat gelooft dat alle politici zoals Stalin zouden moeten zijn, en ze zouden allen een grote chram moeten hebben (afgeleid van het Russische Храм, wat letterlijk "tempel" betekent. Borat bedoelt echter "testikels").
Sacha Baron Cohen is zelf Joods, en hij zegt dat hij het Boratpersonage gebruikt om te laten zien dat antisemitisme en racisme nog steeds vaak voorkomt onder de bevolking. Regelmatig laat Borat in interviews blijken dat hij het niet zo op Joden heeft, en regelmatig blijkt de geïnterviewde het hier mee eens te zijn. In de televisieserie was ooit een scène te zien waarin Borat voor een groep Amerikanen een nummer zingt, dit is het nummer In My Country There Is Problem waarin hij beschrijft hoe de joden de oorzaak zijn van de problemen in Kazachstan.

## Problemen met de Kazachse regering
De Kazachse regering heeft grote bezwaren tegen het personage Borat. Borat doet namelijk geloven dat Kazachstan een achtergebleven land is, waar vrouwen weinig rechten hebben, en homoseksuelen taboe zijn.
Na het optreden van Borat tijdens de MTV Europe Music Awards in 2005 kwam Kazachstan met een bericht naar buiten. De woordvoerder van het ministerie van Buitenlandse Zaken in Kazachstan zei dat zij het optreden van meneer Cohen onacceptabel vonden en het beeld dat Cohen van de Kazachse bevolking schetste niet klopte. De regering zou zelfs juridische stappen willen ondernemen. Na deze boodschap van de Kazachse regering kwam Borat met een antwoord in de vorm van een video. Hierin zei hij: "Als antwoord op Mr. Ashykbayevs opmerkingen, zou ik graag willen zeggen dat ik niets te maken heb met meneer Cohen en ik de beslissing van mijn regering om deze Jood Sacha Baron Cohen te vervolgen volledig steun. Sinds de Tuleyakiv-hervormingen in 2003 is Kazachstan net zo beschaafd als elk ander land in de wereld. Vrouwen kunnen nu reizen binnen de bus, homoseksuelen hoeven niet langer blauwe hoeden meer te dragen, en we hebben nu ongelofelijk neutrale media, een hardwerkende bevolking en de schoonste prostituees van heel Centraal-Azië."
Toen Borat steeds bekender werd, reserveerde de Kazachse regering vier advertentiepagina's in The New York Times om alle onwaarheden die hij in het openbaar bracht recht te zetten. In de advertenties stonden alle positieve feiten over de economische groei, de burgerrechten en de culturele verworvenheden in Kazachstan vermeld. Hierop reageerde Borat met te zeggen in verschillende interviews dat zijn land volledig achter zijn documentaire stond en dat aan de kwaliteit van de advertenties te zien was dat ze afkomstig waren van Oezbekistan. Daarnaast werd er een promotiefilm gemaakt om alle onwaarheden recht te zetten.